# Doğan Koloğlu
Doğan Koloğlu (* 1. Januar 1927 in Sürmene; † 13. November 2013 in Istanbul) war ein türkischer Fußballspieler, -trainer und -funktionär sowie Sportjournalist. Durch seine langjährige Tätigkeit als Spieler und Funktionär für den Sportverein Galatasaray Istanbul wurde er sehr stark mit diesem Verein assoziiert. Bis zu seinem Tod war er Vorstandsmitglied des Vereins. Nach seiner Spielerkarriere arbeitete er kurz als Trainer und wechselte dann ins Sportjournalistenfach. In dieser Funktion arbeitete er für Tageszeitungen wie Hürriyet, Milliyet und Akşam. Bei Ersterer war er zeitweilig als Leiter des Ressorts Sport tätig. Er war der Sohn des türkischen Politikers Sadullah Koloğlu und der Bruder des Schriftstellers Orhan Koloğlu. Sein eigener Sohn Sina Koloğlu ist in der Türkei ein bekannter Musiker und Gründungsmitglied der Rockband Bulutsuzluk Özlemi.

## Spielerkarriere

### Galatasaray Istanbul
Koloğlu kam 1927 in der osttürkischen Kleinstadt Sürmene auf die Welt und zog später mit seiner Familie nach Istanbul. Hier besuchte Koloğlu das renommierte Galatasaray-Gymnasium und spielte in der Jugendabteilung des Traditionsvereins Galatasaray Istanbul – jenes Vereins, der von Schülern des Galatasaray-Gymnasiums gegründet wurde. Sein fußballerisches Talent sprach sich in der Galatasaray-Gemeinde schnell herum, sodass er 1946 als Siebzehnjähriger in den Kader der Fußballmannschaft Galatasaray Istanbuls aufgenommen wurde. Zum Zeitpunkt seines Eintritts in den Profikader existierte in der Türkei keine landesübergreifende Profiliga. Stattdessen existierten in den Ballungszentren wie Istanbul, Ankara und Izmir regionale Ligen, von denen die İstanbul Futbol Ligi (dt.: Istanbuler Fußballliga) als die renommierteste galt. Zudem wurde ab 1936 der Versuch unternommen, mit der Türkiye Maarif Mükafatı eine Art nationale Meisterschaft zu etablieren, eine als Turnier konzipierte und unregelmäßig veranstaltete nationale Fußballliga der Türkei. Koloğlu gab sein Debüt für Galatasaray während der Partie in der Istanbuler Fußballliga vom 29. September 1946 gegen Kasımpaşa Istanbul. Nach dem Saisonende nahm Galatasaray am Milli Eğitim Kupası (dt.: Pokal des Bilgungdsministeriums der Türkei) teil. Koloğlu kam während dieses Turniers bei fünf der möglichen 14 Begegnungen zum Einsatz und beendete das Turnier mit seinem Team auf dem 3. Platz.
Nach diesem ersten Jahr kam Koloğlu auch in der Istanbuler Fußballliga häufiger zum Einsatz. In der Spielzeit 1948/49 erreichte Koloğlu mit seinem Team die Meisterschaft der Istanbuler Fußballliga und damit den ersten Titelgewinn seiner Spielerkarriere. Koloğlu spielte in dieser Meisterschaftssaison nur eine Reservistenrolle und kam lediglich auf zwei Ligaspiele. Nach dieser Saison absolvierte Koloğlu bis zum Sommer 1950 die meisten Pflichtspiele seines Vereins. In den nachfolgenden vier Spielzeiten kam er über die Reservistenrolle nicht heraus.

### Emniyet SK und Vefa Istanbul
Im Sommer 1954 wechselte Koloğlu innerhalb der Liga zu Emniyet SK, nachdem er zuletzt bei Galatasaray fast regelmäßig auf der Ersatzbank saß. Bei Emniyet eroberte er auf Anhieb einen Stammplatz und kam in allen Spielen zum Einsatz. Nach einer Saison wechselte Koloğlu zu Vefa Istanbul – jenem Verein, der vom renommierten Vefa-Gymnasiums gegründet wurde. Für diesen Klub spielte Koloğlu eine Saison und beendete anschließend seine Karriere.

## Trainerkarriere
Nach dem Ende seiner Fußballspielerlaufbahn entschied sich Koloğlu eine Trainerkarriere zu beginnen. So betreute er 1963 den Istanbuler Verein Feriköy SK und anschließend einige Monate lang den Stadtrivalen Beyoğluspor.

## Tod
Er verstarb am 13. November 2013 in Istanbul. Er wurde zwei Tage später nach dem Mittagsgebet in der Istanbuler Levent-Moschee auf dem berühmten Friedhof Zincirlikuyu beigesetzt.

## Erfolge

### Als Spieler
Mit Galatasaray Istanbul
- İstanbul Futbol Ligi: 1948/49